# Psathyrella solitaria
Psathyrella solitaria är en svampart som först beskrevs av Petter Adolf Karsten, och fick sitt nu gällande namn av Örstadius & Huhtinen 1996. Psathyrella solitaria ingår i släktet Psathyrella och familjen Psathyrellaceae.   Inga underarter finns listade i Catalogue of Life.
I den svenska databasen Dyntaxa används istället namnet Psathyrella atomatoides för samma taxon.  Arten är reproducerande i Sverige.